# Gynacantha helenga
Gynacantha helenga är en trollsländeart som beskrevs av Williamson och Will. 1930. Gynacantha helenga ingår i släktet Gynacantha och familjen mosaiktrollsländor. Inga underarter finns listade i Catalogue of Life.